# Schistochila thouarsii
Schistochila thouarsii là một loài rêu tản trong họ Schistochilaceae. Loài này được (Hook.) Trevis. miêu tả khoa học lần đầu tiên năm 1877.